# Isoneuromyia sinica
Isoneuromyia sinica är en tvåvingeart som beskrevs av Xu, Cao och Neal L. Evenhuis 2007. Isoneuromyia sinica ingår i släktet Isoneuromyia och familjen platthornsmyggor. Inga underarter finns listade i Catalogue of Life.